# N159
N159 est une région HII située à environ 160 000 à 180 000 années-lumière dans la constellation de la Dorade, à l'intérieur du Grand Nuage de Magellan.